# 萩原朔美
萩原 朔美（はぎわら さくみ、1946年11月14日 - ）は、日本の映像作家、演出家、エッセイスト。多摩美術大学名誉教授。前橋文学館館長。男性。旧姓、大塚。

## 来歴
小説家でダンサーの萩原葉子は母、詩人の萩原朔太郎は母方の祖父。
東京都生まれ。日本大学櫻丘高等学校の同級生に中村誠一がいる。1966年4月、日本大学芸術学部文芸学科中退。そのころより、ジャズ喫茶ビザールでボーイのアルバイトを行う。そこでの出会いから、1967年の寺山修司主宰の演劇実験室「天井桟敷」の立ち上げに参加。1967年4月に旗揚げ公演となる『青森県のせむし男』で初舞台を踏む。その後、丸山明宏（美輪明宏）との共演作『毛皮のマリー』での美少年役が大きな話題となる。
俳優活動の後、1968年の『新宿のユリシーズ』にて演出を担当。以降同劇団の演出家を務めるようになる。代表作に『書を捨てよ町へ出よう』『時代はサーカスの象にのって』など。また1969年には、かつて自身が出演した『毛皮のマリー』の演出を行い、ドイツのフランクフルトで開催された国際実験演劇祭に招待される。
実験演劇室天井桟敷在団中から映像制作を開始。退団後も、時間や記憶をテーマにした映像作品を制作。榎本了壱、山崎博、安藤紘平らとともに実験映画作品を精力的に制作、世界各地で上映会が開催される。
1970年に演劇実験室天井桟敷を退団。1970年から1974年にかけて山口勝弘や中谷芙二子らの主催するビデオひろばに参加。
1973年8月アメリカ国務省の招聘により渡米。帰国後、アメリカ文化センターでビデオアートの現在についての講演を行う。また、版画作品、写真作品など様々なメディアを使いながら作品制作を行う。
1974年8月に株式会社エンジンルームを設立（1985年10月、解散）。代表取締役に就任。1975年、雑誌『ビックリハウス』をパルコ出版より創刊し、初代編集長を務める。パルコ文化、渋谷系サブカルチャーといった文化を生みだし、牽引する。
1978年、イメージフォーラム映像研究所講師に就任（現在に至る）。
1981年、多摩美術大学芸術学科非常勤講師、1982年に同大学専任講師、1988年に同大学助教授、1993年に同教授就任。1990年、東京アナウンス学院講師に就任。2001年、多摩美術大学造形表現学部映像演劇学科教授に就任。
2002年、桜美林大学非常勤講師に就任（2006年まで）、東北芸術工科大学非常勤講師に就任（2006年まで）。2007年、多摩美術大学生涯学習センター長に就任。2011年、多摩美術大学造形表現学部映像演劇学科長、2013年造形表現学部長に就任（2016年度まで）。
2016年、前橋文学館館長に就任。
2017年3月31日、多摩美術大学を定年退職した。同年4月1日、多摩美術大学名誉教授。
2021年、太田市美術館・図書館美術作品収蔵委員就任。
2022年、アーツ前橋アドバイザー、金沢美術工芸大学客員教授に就任。同年、版画や写真、アーティストブックなどの120作品が世田谷美術館に収蔵された。
2023年7月、前橋市文化芸術活動顧問に就任。
2025年5月、金沢美術工芸大学客員名誉教授に就任。
上記のほか、日本映像学会員（2015年まで）、日本文芸家協会会員、全税共文化財団評議員、愛知文化情報センター専門委員会委員、工芸高等学校定時制課程学校運営連絡協議会委員、公益財団法人せたがや文化財団評議員などを歴任。

## 人物
1980年前後から、空手を趣味とし、小説家今野敏ら新宿ゴールデン街での飲み仲間たちと「常心門空手」の支部「空手愛好会 悟空」創設、その後、照明家海藤春樹らと「空手愛好会 空海」を主宰。美学者谷川渥らが参加している。
2010年11月1日より萩原朔美個人サイトにて、自身の体験を元に書かれたウェブエッセイ『加齢黄斑変性になった』の連載を開始。2011年1月5日より、萩原朔美個人サイトにて、ウェブエッセイ『定点観測のすすめ』の連載が開始された。（2017年現在はウェブサイト移行のため終了）

## 舞台

### 天井桟敷時代
- 『青森県のせむし男』（1967年4月、草月会館ホール、出演）※旗揚げ公演
- 『青森県のせむし男』（1967年4月、アートシアター新宿文化・出演）
- 『大山デブコの犯罪』（1967年6月、新宿末広亭・舞台監督）
- 『毛皮のマリー』（1967年9月、アートシアター新宿文化、出演）
- 『花札伝綺』（1967年11月・草月会館ホール・演出助手）
- 『新宿版千一夜物語』（1968年1月、新宿厚生年金会館小ホール、演出助手）
- 『新宿のユリシーズ」（1968年2月、新宿モダンアート、演出）
- 『伯爵令嬢小鷹狩掬子の七つの犯罪』（1968年3月、日仏会館ホール、演出）
- 『伯爵令嬢小鷹狩掬子の七つの犯罪』（1968年3月、新宿厚生年金会館小ホール、演出）
- 『星の王子さま』（1969年10月、アートシアター新宿文化、演出助手）
- 『時代はサーカスの象にのって』（1969年3月、天井桟敷地下劇場、演出）
- 『毛皮のマリー』（1969年6月、ドイツ フランクフルト、演出）※国際実験演劇祭招待作品
- 『犬神』（1969年6月、ドイツ フランクフルト、出演）※国際実験演劇祭招待作品
- 『書を捨てよ町へ出よう』（1969年10月、名古屋モダン縁日演芸場、演出）
- 『書を捨てよ町へ出よう』（1969年10月、京都新聞会館ホール、演出）
- 『書を捨てよ町へ出よう』（1969年12月、名古屋モダン縁日演芸場、演出）
- 『書を捨てよ町へ出よう』（1970年4月、札幌パークホテル大ホール、演出）
- 『毛皮のマリー』（1970年4月、名古屋モダン縁日演芸場、演出）
- 『時代はサーカスの象にのって』（1970年4月・神戸芦屋ルナホール、演出）
- 『ミュージカル僕がうたうとき フォーリーブスリサイタル』（1970年5月、日生劇場）
出演：フォーリーブス・郷ひろみ、監修：ジャニー喜多川
- 『書を捨てよ町へ出よう』（1970年7月、神戸ルナホール、演出）

### 退団後
- 『ブラブラ男爵』（1971年8月、後楽園野外ステージ、照明）
- 『池田貴雄秋冬コレクション』（1975年6月20日、渋谷エピキュラスホール、演出）
モデル：山口小夜子、出演：立川リサ
- 『'81版 観客席』（1981年8月、渋谷ジャンジャン、客演）
- 『時代はサーカスの象にのって』（1984年、渋谷パルコ スペースパート3、演出）
- 『ホス』（1985年、パルコ西武劇場、演出）
作：サム・シェパード、出演：奥田瑛二・天宮良、装置：石山修武　音楽：矢口博康、衣裳：北村道
- 『サティー・サーカス風演出によるシェークスピア』（1986年10月、渋谷パルコ スペースパート3、演出）
出演：野坂公夫ダンスカンパニー、企画：秋山邦晴・高橋アキ
- 『葵上』（1988年6月23日 - 7月3日、三百人劇場、演出）
作：三島由紀夫、出演：池畑慎之介・長谷川初範他、佐藤正隆事務所プロデュース
- 『オペラ千恵子抄』（1989年10月、草月会館、演出）
出演：本宮寛子（藤原歌劇）・高橋敬三（二期会）、作曲：仙道作三、指揮：田中信昭
- 『弱法師』（1990年11月16日 - 27日、三百人劇場、演出）
作：三島由紀夫、製作：現代演劇協会、制作：佐藤正隆事務所 ※文化庁芸術祭主催公演
- 『山月記』（2006年10月27日、銕仙会能楽研修所舞台、演出）
作：中島敦、出演：中村京蔵他、振付：藤間勘十郎

## 映像作品
- 『少年探偵団』（1968年・16mm・B&W・40min）
- 『留守』（1969年・8mm・B&W・4min）
- 『TIME』（1971年・16mm・COLOR・15min）
- 『SHOWER』（1971年・1/2inch・COLOR・30min）
- 『KIRI』（1972年・16mm・B&W・7min）
- 『KIRI』（1972年・1/4inch・B&W・30min）
- 『THE DREAM NECK GULLOTINED』（1972年・16mm・B&W・3min）
- 『フォト』（1972年・5min）
- 『MEMORY 1 -MERRY X’MAS-』（1972年・8mm・B&W・6min）
- 『MEMORY 2 -でんしゃ-』（1972年・8mm・B&W・5min）
- 『MEMORY 3 -ハトガデル-』（1973年・8mm・B&W・4min）
- 『BUTTERFLY』（1973年・16mm・B&W・3min）
- 『EVAPORATE（気化）』（1973年・16mm・COLOR・5min）
- 『SMOKE』（1973年・8mm・B&W・6min）
- 『友君』（1973年・8mm・COLOR・10min）
- 『STAR』（1973年・8mm・B&W・5min）
- 『KAGE』（1973年・16mm・B&W・3min）
- 『COMMUNING』（1973年・16mm・B&W・6min）
- 『COMMUNING』（1973年・8mm・COLOR・6min）
- 『COMMUNING』（1973年・スライド・COLOR・6min）
- 『COMMUNING』（1973年・VTR・B&W・6min）
- 『JUNE 25』（1973年・16mm・B&W・7min）
- 『DIAGRAM』（1973年・16mm・B&W・10min）
- 『日曜日に僕が見たもの』（1973年・1/2inch・B&W・30min）
- 『MEMORY 4 -道-』（1973年・8mm・B&W・5min）
- 『MEMORY 5 -夜-』（1973年・8mm・B&W・5min）
- 『MEMORY 6 -醒めぎわの夢-』（1973年・8mm・B&W・15min）
- 『アメリカのビデオアーティスト達』（1973年・1/2inch・B&W・60min）
- 『タイムテーブル』（1973年・8min）
- 『MEMORY 7』（1974年・16mm・B&W・15min）
- 『フォト』（1974年・16mm・B&W・6min）
- 『ニューヨークのフィルムメーカー』（1974年・8mm・COLOR・14min）
- 『アメリカで見たもの』（1974年・8mm・COLOR・20min）
- 『DRAMA』（1974年・16mm・COLOR・3min）
- 『リプリント』（1974年・1/2inch・B&W・20min）
- 『20YEARS』（1974年・1/2inch・B&W・20min）
- 『WIND』（1975年・16mm・B&W・5min）
- 『ストーン』（1975年・16mm・B&W・13min）
- 『ん』（1975年・1/2inch・B&W・30min）
- 『父・子・実写』
- 『風の領地』
- 『紙ヒコーキ』
- 『映像書簡』（1979年・16mm・25min）※かわなかのぶひろとの共作
- 『映像書簡2』（1980年・16mm・39min）※かわなかのぶひろとの共作
- 『映像書簡3』（1981年・16mm・40min）※かわなかのぶひろとの共作
- 『映像書簡4』（1982年・16mm・45min）※かわなかのぶひろとの共作
- 『DIARY』（1980-1983年）
- 『記号乗物』（1983年・16mm）
- 『トランスレイト』（1984年・16mm・5min）
- 『天気図』（1985年・16mm）
- 『窓』（1987年・ビデオ・COLOR・20min）
- 『保存主義』（1987年・16mm）
- 『2月10日』（1988年・16mm・5min）
- 『2月20日』（1988年）
- 『記念写真』（1990年・16mm・COLOR・10min）
- 『クローズド・グラス』（1991年・16mm）
- 『映像書簡5』（1994年・16mm・COLOR・29min）※かわなかのぶひろとの共作
- 『映像書簡6』（1995年・16mm・COLOR・30min）※かわなかのぶひろとの共作
- 『映像書簡7』（1996年・16mm・COLOR・31min）※かわなかのぶひろとの共作
- 『映像書簡8』（2002年・ビデオ・COLOR・25min）※かわなかのぶひろとの共作
- 『映像書簡9 “寺山修司がいた”』（2003年・ビデオ・COLOR・25min）※かわなかのぶひろとの共作
- 『映像書簡10』（2005年・ビデオ・COLOR・25min）※かわなかのぶひろとの共作
- 『その後の母のこと』（2005年・ビデオ・COLOR・15min）
- 『風は木を忘れる』（2006年・ビデオ・COLOR・15min）
- 『ポストの話』（2007年・ビデオ・COLOR・15min）
- 『キライズム』（2008年・ビデオ・B&W・20min）
- 『老鶯』（2008年・ビデオ・COLOR・40min） ※鈴木志郎康との共作
- 『キライズムの旅』（2009年・ビデオ・B&W・20min）
- 『映像書簡11 “反対に足が生えた人々”』（2010年・ビデオ・COLOR・25min）※かわなかのぶひろとの共作
- 『聴雨 -笑う悲しみ-』（2011年・ビデオ・COLOR・15min）
- 『総ては本』（2011年・ビデオ・COLOR・15min）
- 『目の中の水』（2012年・HDビデオ・COLOR・15min）
- 『春丸・秋丸 -目の中の水II』（2013年・HDビデオ・COLOR・15min）
- 『目の中の水III』（2014年・HDビデオ・COLOR・15min）
- 『ミシンと機関車』（2015年・HDビデオ・COLOR・15min）
- 『左からくるもの』（2016年・HDビデオ・COLOR・12min）
- 『山崎博の海』（2018年・HDビデオ・COLOR・20min）
- 『60YEARS』（2024年・HDビデオ・COLOR・5min）

## 映画
- 『檻囚』（1962年 - 1969年・寺山修司監督・編集）
- 『書を捨てよ町へ出よう』（1971年・寺山修司監督・スタッフ、出演）
- 『青少年のための映画入門』（1974年・寺山修司監督・撮影）
- 『(秘)色情めす市場』（1974年・田中登監督・出演）
- 『聞こゆるや』（2004年・山田武監督・クリエイティブプロデューサー・出演）
- 『へんりっく 寺山修司の弟』（2009年・石井淳志監督・出演）
- 『ヒューマニティの伝統』（2010年・櫻井眞樹監督・出演）
- 『天上の花』（2022年・片嶋一貴監督・出演）[10]
- 『未帰還の友に』（2023年公開予定・福間雄三監督・出演) [11]

## 単著
- 『赤い自転車』（青娥書房、1974年）
- 『どこへと聞かれて』（青娥書房、1974年）
- 『おぼえていますか』（サンリオ出版、1975年）
- 『月明かりの窓』（千趣窓、1975年）
- 『ライフスタイル』（青娥書房、1976年）
- 『時間を生け捕る』（フィルムアート社、1976年）
- 『夕焼け遊園地』（エルム新社、1977年）
- 『天使の声』（大和書房、1978年）
- 『深夜の電話』（皓星社、1979年）
- 『6人のガールフレンズ』（CBSソニー出版、1980年）
- 『定点観測 メディアの幻と夢の企画書』（パルコ出版、1987年）
- 『コラムちゃくちゃ』（PHP研究所、1990年）
- 『思い出の中の寺山修司』（筑摩書房、1992年）
- 『砂場の街のガリバー』（フレーベル館、1995年）
- 『「演劇実験室天井桟敷」の人々 - 30年前、同じ劇団に居た私たち』（フレーベル館、2000年）
- 『毎日が冒険』（三月書房、2002年）
- 『死んだら何を書いてもいいわ』（新潮社、2008年）-萩原葉子について
- 『劇的な人生こそ真実—私が逢った昭和の異才たち』（新潮社、2010年）

### 共著
- 『東京セレクション - 暮らしたまち・暮らしたいまち〈花の巻〉 住まい学大系』（住まいの図書館出版局、1988年）
- 『人間動詞』（川崎洋、谷川俊太郎、沢村貞子）（沖積舎、1991年）
- 『小綬鶏の家』（萩原葉子）（集英社、2001年）
- 『人妻エロス 15巻』（双葉社・2011年3/9）<写真:荒木経惟／文章:萩原朔美>
- 『人妻エロス 16巻』（双葉社・2012年3/14）<写真:荒木経惟／文章:萩原朔美>

## 監修
- 『57人のブラッドベリアン』（新書館、1977年）
- 『身体の現在形』（愛知県芸術文化センター、1992年01月）
- 『山鹿八千代座』（NTT出版、1993年01月）
- 『ビックリハウス大全』（NTT出版、1994年01月）
- 『うつしとられた身体』（愛知県芸術文化センター、1995年01月）

## ブックデザイン
- 『桃花流水』（城夏子著・大和書房刊・1973年）
- 『女がはたらくとき』（メイ・ウシヤマ著・三笠書房刊・1973年）
- 『父・萩原朔太郎』（萩原葉子著・筑摩書房）
- 『木馬館』（萩原葉子著・出帆新社）
- 『かえり花』（萩原葉子著・大和書房）
- 『束の間の午後』（萩原葉子著・中央公論社）
- 『パ・ドゥ・シャ』（萩原葉子著・集英社）
- 『消える村』（小松郁子・思想社・1997年）

## 写真集
- 『ポラロイド写真の世界 -時を超えて- 1976年-2002年』（日本ポラロイド社・2002年）
- 『時間を生け撮る』（ワタリウム美術館・2004年）
- 『126 POLAROID』（赤赤舎・2010年）

## 雑誌
- 『月刊レッツ「パロディー童話」』（ダイヤモンド・ビッグ社・1970年5月号）
- 『月刊レッツ「パロディー童話」』（ダイヤモンド・ビッグ社・1970年6月号）
- 『月刊レッツ「パロディー童話」』（ダイヤモンド・ビッグ社・1970年7月号）
- 『月刊レッツ「パロディー童話」』（ダイヤモンド・ビッグ社・1970年8月号）
- 『月刊レッツ「パロディー童話」』（ダイヤモンド・ビッグ社・1970年9月号）
- 『月刊レッツ「パロディー童話」』（ダイヤモンド・ビッグ社・1970年10月号）
- 『月刊レッツ「パロディー童話」』（ダイヤモンド・ビッグ社・1970年11月号）
- 『月刊レッツ「パロディー童話」』（ダイヤモンド・ビッグ社・1970年12月号）
- 『月刊レッツ「パロディー童話」』（ダイヤモンド・ビッグ社・1971年1月号）
- 『月刊レッツ「パロディー童話」』（ダイヤモンド・ビッグ社・1971年2月号）
- 『月刊レッツ「パロディー童話」』（ダイヤモンド・ビッグ社・1971年3月号）
- 『月刊レッツ「パロディー童話」』（ダイヤモンド・ビッグ社・1971年4月号）
- 『月刊面白半分　「道」』（(株)面白半分・1973年7/5）
- 『月刊面白半分　「道」』（(株)面白半分・1973年8/5）
- 『月刊面白半分　「道」』（(株)面白半分・1973年9/5）
- 『月刊面白半分　「道」』（(株)面白半分・1973年10/5）
- 『月刊面白半分　「道」』（(株)面白半分・1973年11/5）
- 『月刊面白半分　「道」』（(株)面白半分・1973年12/5）
- 『芸術倶楽部 「個人映画」』（芸術出版社・1974年6月）
- 『月刊ちくま「本と、変な本」』（筑摩書房・1974年6/20）
- 『私の部屋「都会の植物詩」』（婦人生活社・1975年6月1日）
- 『私の部屋「都会の植物詩」』（婦人生活社・1975年8月1日）
- 『私の部屋「都会の植物詩」』（婦人生活社・1975年10月1日）
- 『私の部屋「都会の植物詩」』（婦人生活社・1975年12月1日）
- 『私の部屋「都会の植物詩」』（婦人生活社・1976年2月1日）
- 『私の部屋「都会の植物詩」』（婦人生活社・1976年4月1日）
- 『私の部屋「都会の植物詩」』（婦人生活社・1976年6月1日）
- 『私の部屋「都会の植物詩」』（婦人生活社・1976年8月1日）
- 『私の部屋「都会の植物詩」』（婦人生活社・1976年10月1日）
- 『私の部屋「都会の植物詩」』（婦人生活社・1976年12月1日）
- 『私の部屋「都会の植物詩」』（婦人生活社・1977年2月1日）
- 『私の部屋「都会の植物詩」』（婦人生活社・1977年4月1日）
- 『私の部屋「都会の植物詩」』（婦人生活社・1977年6月1日）
- 『私の部屋「都会の植物詩」』（婦人生活社・1977年8月1日）
- 『私の部屋「都会の植物詩」』（婦人生活社・1977年10月1日）
- 『私の部屋「都会の植物詩」』（婦人生活社・1977年12月1日）
- 『私の部屋「都会の植物詩」』（婦人生活社・1978年2月1日）
- 『私の部屋「都会の植物詩」』（婦人生活社・1978年4月1日）
- 『私の部屋「都会の植物詩」』（婦人生活社・1978年6月1日）
- 『私の部屋「都会の植物詩」』（婦人生活社・1978年8月1日）
- 『私の部屋「都会の植物詩」』（婦人生活社・1978年10月1日）
- 『私の部屋「都会の植物詩」』（婦人生活社・1978年12月1日）
- 『私の部屋「都会の植物詩」』（婦人生活社・1979年2月1日）
- 『私の部屋「都会の植物詩」』（婦人生活社・1979年4月1日）
- 『私の部屋「都会の植物詩」』（婦人生活社・1979年6月1日）
- 『私の部屋「都会の植物詩」』（婦人生活社・1979年8月1日）
- 『私の部屋「都会の植物詩」』（婦人生活社・1979年10月1日）
- 『私の部屋「都会の植物詩」』（婦人生活社・1979年12月1日）
- 『遊「ルナ黒し意外や意外白くなる」』（工作社・1979年12/20）
- 『私の部屋「都会の植物詩」』（婦人生活社・1980年2月1日）
- 『私の部屋「都会の植物詩」』（婦人生活社・1980年4月1日）
- 『私の部屋「都会の植物詩」』（婦人生活社・1980年6月1日）
- 『新刊展望「歩きながら 1 枠」』（日販発行 1976年2/1）
- 『新刊展望「歩きながら 2 ライフスタイル」』（日販発行 1976年3/1）
- 『新刊展望「歩きながら 3 テレビ世代一世」・「電話」』（日販発行 1976年4/1）
- 『新刊展望「歩きながら 4 乾燥車」』（日販発行 1976年5/1）
- 『新刊展望「歩きながら 5 街の中の彫刻」』（日販発行 1976年6/1）
- 『新刊展望「歩きながら 6 ローラーサーフィン」』（日販発行 1976年7/1）
- 『新刊展望「歩きながら 7 地図」』（日販発行 1976年8/1）
- 『新刊展望「歩きながら 8 丁シャツとパロディー」』（日販発行 1976年9/1）
- 『新刊展望「歩きながら 9 ブリキのオモチャ」』（日販発行 1976年10/1）
- 『新刊展望「歩きながら 10 街頭演劇」』（日販発行 1976年11/1）
- 『現代思想3月号 「パロディーとコマーシャル」』（青土社・1977年3月）
- 『月刊進路研究「文化鑑賞学講座1大小のバランスが狂った時」』（1978年3月号）
- 『月刊進路研究「文化鑑賞学講座2カタログ文化と所有欲」』（1978年4月号）
- 『月刊進路研究「文化鑑賞学講座3スピルバーグは次には何をやるだろう」』（1978年5月号）
- 『月刊進路研究「文化鑑賞学講座4余裕のない人間を作りだす道具」』（1978年6月号）
- 『月刊進路研究「文化鑑賞学講座5類推を活用するアイディア」』（1978年7月号）
- 『太陽 2月号写真批評「猥雑さの中の冨士山芸者」』（平凡社・1979年1/2）
- 『太陽 3月号写真批評「日本を見つめる眼」』（平凡社・1979年2/2）
- 『太陽 4月号写真批評「写すものから写すことへ」』（平凡社・1979年3/2）
- 『太陽 5月号写真批評「覗き見のリアリズム」』（平凡社・1979年4/2）
- 『太陽 6月号写真批評「シロウト写真は不自由だ」』（平凡社・1979年5/2）
- 『太陽 7月号写真批評「チカチカ・フイルムの隆盛」』（平凡社・1979年6/2）
- 『太陽 8月号写真批評「写真と絵画の今日」』（平凡社・1979年7/2）
- 『太陽 9月号写真批評「異常接近する眼」』（平凡社・1979年8/2）
- 『太陽 10月号写真批評「秘密の絵ハガキと物言うゴミ」』（平凡社・1979年9/2）
- 『太陽 11月号写真批評「ああ、六十年代」』（平凡社・1979年10/2）
- 『太陽 12月号写真批評「ピンク写真ほどマジメな商売はない」』（平凡社・1979年11/2）
- 『太陽 1月号写真批評「ファッションからドキュメントへ」』（平凡社・1979年12/2）
- 『月刊ビデオイマージュ 3月号「テレビの結婚相手は何がいいだろう」』（1979年3/1）
- 『月刊ビデオイマージュ 4月号「オリジナルとコピーどっちが本物なんだろう」』 （1979年4/1）
- 『月刊ビデオイマージュ 5月号「テレビの遊び方、何が面白いだろう」』（1979年5/1）
- 『月刊ビデオイマージュ 6月号「ながら族にとって、音って何なのだろう」』（1979年6/1）
- 『月刊ビデオイマージュ 7月号「ビデオテープの使い道まだまだあるみたい」』（1979年7/1）
- 『月刊ビデオイマージュ 8月号「物をこわすキミ何を感じて」』（1979年8/1）
- 『月刊ビデオイマージュ 9月号「ビデオのオヘソどこなんだ」』（1979年9/1）
- 『月刊ビデオイマージュ 10月号「残す像、残る人、家族の肖像は続く」』（1979年10/1）
- 『月刊空手道「8×8－力道山の空手チョップー」』（福昌堂・1980年3月号）
- 『月刊空手道「8×8－克己心と平常心―」』（福昌堂・1980年4月号）
- 『月刊空手道「8×8－空手に追いかけられているー」』（福昌堂・1980年5月号）
- 『月刊空手道「8×8－クレームがつく日―」』（福昌堂・1980年6月号）
- 『月刊空手道「8×8－スポーツの音を聞きたいー」』（福昌堂・1980年7月号）
- 『芸術新潮7月号 「ファッションはどこへ」』（新潮社・1980年07月）
- 『色の情報と環境』（IBM USERS・1980年07月）
- 『月刊空手道「8×8－スポーツマンの典型とはー」』（福昌堂・1980年8月号）
- 『月刊空手道「8×8－ジョギングを始めてみたー」』（福昌堂・1980年9月号）
- 『月刊空手道「（タイトル不明）」』（福昌堂・1980年10月号）
- 『月刊空手道「8×8－空手はより明確なドラマだー」』（福昌堂・1980年11月号）
- 『ザ・ユニオン「萩原朔美のどうなってるノン 1「正しい名刺のありかた」」』（1981年4/1）
- 『ザ・ユニオン「萩原朔美のどうなってるノン 2「見えないものを見せる」」』（1981年5/1）
- 『ザ・ユニオン「萩原朔美のどうなってるノン 3「昔は正義の味方は顔を隠していた」」』（1981年5/1）
- 『ザ・ユニオン「萩原朔美のどうなってるノン 4「00000」」』（1981年6/1）
- 『ザ・ユニオン「萩原朔美のどうなってるノン 5「自分に拒否された自分の手紙はどこへ」」』（1981年7/1）
- 『週刊朝日「今の子供が『黄金バット』を悪のボスだと思うわけ」』（朝日新聞出版・1981年7月1日号）
- 『ザ・ユニオン「萩原朔美のどうなってるノン 6「ニセ物のありがたさ」」』（1981年8/1）
- 『ザ・ユニオン「萩原朔美のどうなってるノン 7「世の中今や面白語大流行」」』（1981年9/1）
- 『ザ・ユニオン「萩原朔美のどうなってるノン 8「マイ・ホームまでもパックの時代」」』（1981年10/1）
- 『ザ・ユニオン「萩原朔美のどうなってるノン 9「人間だって入れ物次第で早く腐っちゃう？」」』（1981年11/1）
- 『ザ・ユニオン』（1981年12/1）「萩原朔美のどうなってるノン 10「すごいオバサンオジサンをちょっぴり憐れんで」」
- 『ザ・ユニオン』（1982年1/1）「萩原朔美のどうなってるノン 11「仕事も、のようなもの」」
- 『月刊放送文化 テレビ番組ベスト3』（NKH出版・1983年4月）
- 『月刊放送文化 テレビ番組ベスト3』（NKH出版・1983年5月）
- 『月刊放送文化 テレビ番組ベスト3』（NKH出版・1983年6月）
- 『月刊放送文化 テレビ番組ベスト3』（NKH出版・1983年7月）
- 『月刊放送文化 テレビ番組ベスト3』（NKH出版・1983年8月）
- 『月刊放送文化 テレビ番組ベスト3』（NKH出版・1983年9月）
- 『月刊放送文化 テレビ番組ベスト3』（NKH出版・1983年10月）
- 『月刊放送文化 テレビ番組ベスト3』（NKH出版・1983年11月）
- 『現代詩手帖 11月臨時増刊　寺山修司』（思潮社・1983年11/20）
- 『月刊放送文化 テレビ番組ベスト3』（NKH出版・1984年2月）
- 『月刊放送文化 テレビ番組ベスト3』（NKH出版・1984年3月）
- 『新潮3月号 「メディアの自己増殖」』（新潮社・1984年3月）
- 『経済往来 11月号「情報年齢の誕生」』（日本出版学会・1986年11/1）
- 『経済往来 12月号「新雑誌のへそを探る」』（日本出版学会・1986年12/1）
- 『経済往来 1月号「セオリーを失った映像メディア」』（日本出版学会・1987年1/1）
- 『経済往来 2月号「情報フリークたちの遊泳感覚」』（日本出版学会・1987年2/1）
- 『経済往来 3月号「新しい市民の声・三分間ヴィデオ」』（日本出版学会・1987年3/1）
- 『経済往来 4月号「近未来社会の不気味な空白」』（日本出版学会・1987年4/1）
- 『経済往来 5月号「徘徊するメディア・ハンター」』（日本出版学会・1987年5/1）
- 『経済往来 6月号「テレビ信仰と新遊技感覚」』（日本出版学会・1987年6/1）
- 『経済往来 7月号「お喋り族と個人化システム」』（日本出版学会・1987年7/1）
- 『経済往来 8月号「均質化時代が生む恐ろしき笑」』（日本出版学会・1987年8/1）
- 『経済往来 9月号「人間を左右するメディア形態」』（日本出版学会・1987年9/1）
- 『月刊知識 「第五次小劇場ブームが語る時代の気分」』（1987年11月）
- 『月刊シティロード「ロードショー星取表」』（エコー企画・1988年4月）
- 『月刊シティロード「ロードショー星取表」』（エコー企画・1988年5月）
- 『月刊新潮「カメラの日常と日常のカメラ」』（新潮社・1988年5月）
- 『月刊新潮「巻子本としてのビデオ」』（新潮社・1988年6/1）
- 『月刊シティロード「ロードショー星取表」』（エコー企画・1988年6月）
- 『月刊新潮「進化する視覚とテレビの臨床実験」』（新潮社・1988年7/1）
- 『月刊シティロード「ロードショー星取表」』（エコー企画・1988年7月）
- 『月刊シティロード「ロードショー星取表」』（エコー企画・1988年8月）
- 『月刊シティロード「ロードショー星取表」』（エコー企画・1988年9月）
- 『月刊シティロード「ロードショー星取表」』（エコー企画・1988年10月）
- 『月刊シティロード「ロードショー星取表」』（エコー企画・1988年11月）
- 『月刊シティロード「ロードショー星取表」』（エコー企画・1988年12月）
- 『月刊シティロード「ロードショー星取表」』（エコー企画・1989年1月）
- 『月刊シティロード「ロードショー星取表」』（エコー企画・1989年2月）
- 『月刊シティロード「ロードショー星取表」』（エコー企画・1989年3月）
- 『月刊シティロード「ロードショー星取表」』（エコー企画・1989年4月）
- 『月刊シティロード「ロードショー星取表」』（エコー企画・1989年5月）
- 『月刊シティロード「ロードショー星取表」』（エコー企画・1989年6月）
- 『月刊シティロード「ロードショー星取表」』（エコー企画・1989年7月）
- 『日本カメラ1月号 写真分類学ノート ①ファミリー写真」』（日本カメラ社・1989年1/1）
- 『日本カメラ2月号 写真分類学ノート ②絵葉書写真』（日本カメラ社・1989年2/1）
- 『日本カメラ3月号 写真分類学ノート ③報道写真』（日本カメラ社・1989年3/1）
- 『日本カメラ4月号 写真分類学ノート ④動物写真』（日本カメラ社・1989年4/1）
- 『日本カメラ5月号 写真分類学ノート ⑤写真集とビデオ』（日本カメラ社・1989年5/1）
- 『日本カメラ6月号 写真分類学ノート ⑥レントゲン写真』（日本カメラ社・1989年6/1）
- 『日本カメラ7月号 写真分類学ノート ⑦ファッション写真』（日本カメラ社・1989年7/1）
- 『日本カメラ8月号 写真分類学ノート ⑧商品写真』（日本カメラ社・1989年8/1）
- 『日本カメラ9月号 写真分類学ノート ⑨鑑識写真』（日本カメラ社・1989年9/1）
- 『日本カメラ10月号 写真分類学ノート ⑩天体写真』（日本カメラ社・1989年10/1）
- 『草月10月号 「進化する映像の行方」』（草月文化事業(株)・1989年10月）
- 『日本カメラ12月号 写真分類学ノート ⑪電送写真」（日本カメラ社・1989年12/1）
- 『月刊建築文化「映像と文字」』（影国社・1990年1/1）
- 『月刊イメージフォーラム』（（株）ダゲレオ出版・1990年1/1）
- 『東京人4月号 「劇場はこの街のオヘソである」』（都市出版・1990年4/3）
- 『月刊イメージフォーラム』（（株）ダゲレオ出版・1990年8/1）
- 『月刊イメージフォーラム』（（株）ダゲレオ出版・1990年10/1）
- 『IMPRESSION10月号 「私小説のような演出」』（1990年10月）
- 『20世紀と映像』（WOWOW・1990年12月）
- 『月刊WOWOW「監督という日本人―相米慎二」』（WOWOW・1991年5月）
- 『月刊WOWOW「監督という日本人―石井聰互」』（WOWOW・1991年8月）
- 『月刊WOWOW「監督という日本人―竹中直人」』 （WOWOW・1992年2月）
- 『菜の花「毎日通る殺風景な道も紅白花絨毯」』（大多喜ガス広報誌春号・1991年）
- 『菜の花「この電線の行く先は？疑問から始まる冒険の旅」（大多喜ガス広報誌夏号・1991年）
- 『菜の花「ふと何かが始まる　奇跡は1本の空き瓶から」』（大多喜ガス広報誌秋号・1991年）
- 『菜の花「目に見えるモノはみんな誰かからの手紙」』（大多喜ガス広報誌冬号・1991年）
- 『ISLA  no1 空間の文化技術』（文化科学高等研究院発行・1991年12/20）
- 『INAX「パピルス・サイエンス」』（1992年01月）
- 『菜の花「捨てられないものの帰る場所」』（大多喜ガス広報誌春号・1992年）
- 『菜の花「元気と勇気が湧いてくる　あなたのテーマソングは？」』（大多喜ガス広報誌夏号・1992年）
- 『菜の花「どこにでもありそうでどこにもない場所」』（大多喜ガス広報誌秋号・1992年）
- 『菜の花「都会の中で自分なりの百名山めぐり」』（大多喜ガス広報誌冬号・1992年）
- 『菜の花「虫メガネの世界旅行」』（大多喜ガス広報誌春号・1993年）
- 『菜の花「過去をたどるもうひとつの旅」』（大多喜ガス広報誌夏号・1993年）
- 『菜の花「元気が湧いてくる奇跡の薬」』（大多喜ガス広報誌秋号・1993年）
- 『菜の花「空の名前とお酒の味」』（大多喜ガス広報誌冬号・1993年）
- 『菜の花「問題は意欲と勇気」』（大多喜ガス広報誌春号・1994年）
- 『現代詩手帖　特集日本映画の新たなる視座』（思潮社・1994年7/1）
- 『菜の花「どこかに置きわすれてしまったもの」』（大多喜ガス広報誌夏号・1994年）
- 『菜の花「今、二匹飼ってる」』（大多喜ガス広報誌秋号・1994年）
- 『週刊エルメディオ「戦う漫画家 小林よしのり」』（時事通信社発行・1994年10月1号）
- 『週刊エルメディオ「才エンティスト列伝 竹中直人」』（時事通信社発行・1994年11月19日号）
- 『菜の花「エンピツとヒナ人形」』（大多喜ガス広報誌冬号・1994年）
- 『菜の花「迷いネコのポスター」』（大多喜ガス広報誌春号・1995年）
- 『菜の花「雲の記念日」』（大多喜ガス広報誌夏号・1995年）
- 『現代詩手帖9月号「散乱する映像言語-映像リテラシーの必要性」』（思潮社・1995年09月）
- 『菜の花「見た目じゃやわからない」』（大多喜ガス広報誌秋号・1995年）
- 『菜の花「人類史上初めての実験」』（大多喜ガス広報誌冬号・1995年）
- 『菜の花「十年後に嬉しい贈りもの」』（大多喜ガス広報誌春号・1996年）
- 『菜の花「祖母が残した一冊の本」』（大多喜ガス広報誌夏号・1996年）
- 『海燕7月号 「楽日に誕生する戯曲」』（ベネッセコーポレーション・1996年07月）
- 『菜の花「電車の音うききながら」』（大多喜ガス広報誌秋号・1996年）
- 『菜の花「ワケがあってそこにある！』（大多喜ガス広報誌冬号・1996年）
- 『菜の花「目に見えないこと」』（大多喜ガス広報誌春号・1997年）
- 『菜の花「そうだ、風景を作ろう」』（大多喜ガス広報誌夏号・1997年）
- 『菜の花「グッドニュースが聞きたい」』（大多喜ガス広報誌秋号・1997年）
- 『菜の花「価値がある？価値がない？」』（大多喜ガス広報誌冬号・1997年）
- 『菜の花「街中の街路樹に親がいる」』（大多喜ガス広報誌春号・1998年）
- 『菜の花「海風が吹いてくる」』（大多喜ガス広報誌夏号・1998年）
- 『菜の花「なんでも逆さま」』（大多喜ガス広報誌秋号・1998年）
- 『菜の花「自分だけのお宝」』（大多喜ガス広報誌冬号・1998年）
- 『菜の花「青と黄色が出会う」』（大多喜ガス広報誌春号・1999年）
- 『菜の花「足の下に思いを」』（大多喜ガス広報誌夏号・1999年）
- 『菜の花「ロボットにならずに」』（大多喜ガス広報誌秋号・1999年）
- 『菜の花「やまびこに逢う」』（大多喜ガス広報誌冬号・1999年）
- 『アライブ・エイジ6号「神が決めた分刻みのスケジュール」』（1999年10/27日号）
- 『菜の花「太陽より月」』（大多喜ガス広報誌春号・2000年）
- 『月刊すばる「編集者寺山修司」』（集英社・2001年8/1）
- 『文藝別冊 森茉莉』（河出書房新社・2003年2/28）
- 『PHP「ダンボールの中身」』（PHPパブリッシング・2006年9/1）
- 『パッチワーク通信 NO.130「シネマの糸」』（（株）パッチワーク通信社・2006年）
- 『パッチワーク通信 NO.133「シネマの糸」』（（株）パッチワーク通信社・2006年）
- 『月刊ラ・アルプ』（四季株式会社・2007年5/1）
- 『ふれあい NO.53』（（株）いせや・2007年5/31）
- 『パッチワーク通信 NO.140「シネマの糸」』（（株）パッチワーク通信社・2007年）
- 『週刊文春「人の間に美しい酒」』（文藝春秋社・2007年）
- 『月刊フィガロジャポン「MOVIE」』（（株）阪急コミュニケーション・2007年10/5）
- 『月刊ラ・アルプ「拍手の意味」』（四季株式会社・2008年5/1）
- 『パッチワーク通信 NO.142「シネマの糸」』（（株）パッチワーク通信社・2008年）
- 『パッチワーク通信 NO.143「シネマの糸」』（（株）パッチワーク通信社・2008年）
- 『パッチワーク通信 NO.145「シネマの糸」』（（株）パッチワーク通信社・2008年）
- 『パッチワーク通信 NO.147「シネマの糸」』（（株）パッチワーク通信社・2008年）
- 『パッチワーク通信 NO.148「シネマの糸」』（（株）パッチワーク通信社・2008年）
- 『パッチワーク通信 NO.149「シネマの糸」』（（株）パッチワーク通信社・2008年）
- 『パッチワーク通信 NO.152「シネマの糸」』（（株）パッチワーク通信社・2008年）
- 『クロワッサン「最近、感動した映画見ましたか」』（（株）マガジンハウス・2009年1/25）
- 『月刊本の旅人「本のエッセイ」』（角川書店・2009年3/1）
- 『月刊PHP「今日は、残された人生の最初の日である』（PHP研究所・2009年6/1）
- 『季刊文科「僕から私に変えるときが難しいぞ』（2009年）
- 『the 寂聴第7号』（角川学芸出版・2009年11/14）
- 『パッチワーク通信 NO.156「シネマの糸」』（（株）パッチワーク通信社・2010年）
- 『季刊四季の味「好きの反対語は」』（（株）ニューサイエンス社・2010年4/17）
- 『月刊フィガロジャポン「シネマ」』（（株）阪急コミュニケーション・2010年5/20）
- 『コモレバ？ 第五号「克己の品性　草笛光子」』（CONEX ECO-Friends・2010年6）
- 『月刊てんとう虫「ART」』（（株）アダック・2011年4/1）
- 『月刊てんとう虫「ART」』（（株）アダック・2011年5/1）
- 『月刊てんとう虫「ART」』（（株）アダック・2011年6/1）
- 『抒情文芸 第139号 「言葉との出会い」』（抒情文芸刊行会・2011年6月）
- 『月刊てんとう虫「ART」』（（株）アダック・2011年7/1）
- 『月刊てんとう虫「ART」』（（株）アダック・2011年8/1）
- 『月刊てんとう虫「ART」』（（株）アダック・2011年9/1）
- 『月刊てんとう虫「ART」』（（株）アダック・2011年10/1）
- 『月刊てんとう虫「ART」』（（株）アダック・2011年11/1）
- 『現代詩手帖「朔太郎写真の左側」』（思潮社・2011年10/1）
- 『フィガロジャパン「映画」』（阪急コミュニケーションズ・2011年10/20）
- 『暮らしの手帖 12-1月号』（暮らしの手帖社・2011年11/25）
- 『月刊てんとう虫「ART」』（（株）アダック・2011年12/1）
- 『月刊てんとう虫「ART」』（（株）アダック・2012年1/1）
- 『月刊てんとう虫「ART」』（（株）アダック・2012年2/1）
- 『月刊てんとう虫「ART」』（（株）アダック・2012年3/1）
- 『詩と思想「座談会 -映像の詩人・朔太郎」』（土曜美術社出版販売・2012年3/1）
- 『月刊てんとう虫「ART」』（（株）アダック・2012年4/1）
- 『月刊てんとう虫「ART」』（（株）アダック・2012年5/1）
- 『月刊てんとう虫「ART」』（（株）アダック・2012年6/1）
- 『月刊てんとう虫「ART」』（（株）アダック・2012年7/1）

## 新聞
讀賣新聞
- 『パロディ・ランドー諺に曰く‘石橋をたたいて割る‘―』（1977年4/3）
- 『パロディ・ランドー本物をグサリと刺すアメリカのこわい雑誌―』（1977年4/10）
- 『パロディ・ランドー豆腐を噛んでも血が出ます、血デルトー』（1977年4/17）
- 『パロディ・ランドー傲慢に居すわる商品を笑い飛ばすー』（1977年4/24）
- 『パロディ・ランドー見栄えだけの広告シラケるんだなァー』（1977年5/）
- 『パロディ・ランドー女性が男装すると決まった一つの型がー』（1977年5/）
- 『パロディ・ランドー‘猿まねするな猿になれ‘ヒニクのきいた傑作だー』（1977年5/）
- 『パロディ・ランドーエッチな絵でドキリ大人喜ばす海賊版―』（1977年6/）
- 『パロディ・ランドーTシャツのおすすめ品蝶ネクタイとスーツ入りー』（1977年6/）
- 『パロディ・ランドー手を上げて横断歩道で踊りましょう－』（1977年6/）
- 『パロディ・ランドーミロのビーナスに衣服を着せたポルノー』（1977年6/）
- 『パロディ・ランドー楽しい視覚の遊び『漢字の感字』―』（1977年7/）
- 『パロディ・ランドー何にでも顔をつけちゃう薄気味の悪いイラストー』（1977年7/）
- 『パロディ・ランドーバイクを馬に乗りかえて名作映画を皮肉る名監督―』（1977年7/）
- 『パロディ・ランドーやぼで重たい表現だがピリッとくる仏ユーモアー』（1977年7/）
- 『パロディ・ランドーイソップの教訓話も形無しー』（1977年8/）
- 『パロディ・ランドー笑ながら芸術をつくるー』（1977年8/）
- 『パロディ・ランドー新聞をガラリ作りかえた‘鈴木新聞‘－』（1977年8/）
- 『パロディ・ランドー本物より上等のニセモノあなたの高価なバックー』（1977年8/）
- 『パロディ・ランドー本物より本物らしいモジリー』（1977年9/）
- 『パロディ・ランドー猟師も赤ずきんちゃんも四角―』（1977年9/）
- 『パロディ・ランドーウソと本当が半々のCM―』（1977年9/）
- 『パロディ・ランドーヨコのテレビをタテにしてみたー』（1977年9/）
- 『パロディ・ランドー吾輩は猫である・・・吾輩はコネがあるー』（1977年10/）
- 『パロディ・ランドービートルズがソソウしてLET.IT.BOO―』（1977年10/）
- 『パロディ・ランドーヤニとりはみがきのCFにマックロな前歯がニュー』（1977年10/）
- 『母萩原葉子を悼む』（2005年7/5）

朝日新聞
- 『変容し拡散するビデオ』（1987年9月・夕刊）

毎日新聞
- 『人間動詞』（1978年10/22）
- 『人間動詞』（1978年11/19）
- 『人間動詞』（1978年12/10）
- 『人間動詞』（1978年1/11）
- 『人間動詞』（1978年2/18）
- 『人間動詞』（1978年3/18）
- 『人間動詞』（1978年4/15）
- 『人間動詞』（1978年5/13）
- 『人間動詞』（1978年6/17）
- 『人間動詞』（1978年7/8）
- 『人間動詞』（1978年8/5）

日本経済新聞
- 『朽ちゆく時間を定点観測』（朝刊、1989年06月）
- 『りんごの美学・セザンヌ「テーブルクロスの上のりんご』（1992年7/2）
- 『りんごの美学・ルネ・マグリット「旅の想い出」』（1992年7/3）
- 『りんごの美学・クールベ「林檎と石榴」』（1992年7/8）
- 『りんごの美学・ゴーギャン「戯画的自画像」』（1992年7/9）
- 『りんごの美学・ロイ・リキテンスタイン「浅鉢のある静物」』（1992年7/10）
- 『りんごの美学・岸田劉生「林檎三個」』（1992年7/13）
- 『りんごの美学・野島康三「題名不詳」』（1992年7/14）
- 『りんごの美学・マン・レイ「無題」』（1992年7/15）
- 『りんごの美学・トム・ウェッセルマン「クレアとペチュアと果物のある静」』（1992年7/16）
- 『りんごの美学・恩地孝四郎「静物ℓ（りんご赤）」』（1992年7/17）

産経新聞
- 『イメージの回路・ビデオ表現の可能性』（1988年10月）
- 『イメージの回路・アクセス簡便なディスク』（1988年）
- 『イメージの回路・ビデオはタイムカプセル』（1988年）
- 『イメージの回路・音に映像をシンクロ』
- 『イメージの回路・普段着レベルの生中継』
- 『イメージの回路・映像化志向の落とし穴』
- 『イメージの回路・保存への無意識の欲求』
- 『イメージの回路・メディアでしか味わえぬ充足感』
- 『イメージの回路・画像に合わせた転がるテレビ』
- 『イメージの回路・環境と内容の相関関係』
- 『イメージの回廊・コミュニケーシュンの回復は』
- 『イメージの回廊・早送りの動きをまねる』
- 『イメージの回廊・鳥の目にも、虫の目にも』
- 『イメージの回廊・子供達に降り注ぐ大量の情報』
- 『イメージの回廊・テレビの視聴習慣がまん延』
- 『イメージの回廊・日常をつづる映像日記』
- 『イメージの回廊・単方向のメディアに風穴　市民参加の3分間ビデオ』
- 『イメージの回廊・ひと目でわかる映像事典』
- 『イメージの回廊・不連続ドラマの効用』
- 『イメージの回廊・印象を左右する先行情報』
- 『イメージの回廊・プロ顔負けの映画通ぞろぞろ』
- 『イメージの回廊・書籍よりビデオの時代？』
- 『イメージの回廊・ニュースのベスト・テン化に警告』
- 『イメージの回廊・時代が変わったのか？実験映画の手法が一般化へ』
- 『イメージの回廊・ビジュアル機器はいま草創期』
- 『イメージの回廊・テレビはもっと便利になる』
- 『イメージの回廊・遊び心くすぐるファックス』
- 『イメージの回廊・Vサインに見るテレビの権威』
- 『イメージの回廊・ビデオ・カメラが人格を変える』
- 『イメージの回廊・テレビ隔絶に恐怖感』
- 『イメージの回廊・8ミリフィルムが風前の灯』
- 『イメージの回廊・現代人の必需品、映像カラオケ』
- 『イメージの回廊・収録内容が見えない不安』
- 『イメージの回廊・プラネタリウムは復活するか』
- 『イメージの回廊・未知の顔など見たくもない』
- 『イメージの回廊・リアルすぎるビデオの再生映像』
- 『イメージの回廊・撮りながら思考する作品』
- 『イメージの回廊・銀幕の人物が飛び出した』
- 『イメージの回廊・テレビ番組を賞の対象に』
- 『イメージの回廊・新鮮なローカルCM』
- 『イメージの回廊・番組の両親探し』
- 『イメージの回廊・記録するために罪を犯す』
- 『イメージの回廊・メディアを乗り継ぐ快楽』
- 『イメージの回廊・電車やバスに娯楽映像』
- 『イメージの回廊・左側にも気をつけろ』
- 『イメージの回廊・映画をオーダーメードする』
- 『イメージの回廊・ビデオ送れぬ書籍小包』
- 『イメージの回廊・今年のテーマはドラマ』
- 『イメージの回廊・複写　複写　複写』
- 『イメージの回廊・美意識変えたアニメの虚像』
- 『イメージの回廊・AV装置は現代の床の間』
- 『イメージの回廊・人類のはかなさ悟らせる映像』
- 『イメージの回廊・音声なき映像のインパクト』
- 『イメージの回廊・青く光る地球を24時間生中継』
- 『イメージの回廊・百年後テレビは何を見せるのか』
- 『船越保武氏を悼む』（2002年2/10）
- 『旬を読む』（2008年1/14）
- 『新・仕事の周辺』（2009年6/14）

東京新聞
- 『遊び道具の言葉―現代ことわざー』（1978年4/10）
- 『遊び道具の言葉―映像用語―』（1978年4/24）
- 『遊び道具の言葉―略語―』（1978年）
- 『遊び道具の言葉―熟語―』（1978年）

共同通信
- 『放送時評―視聴者代表の公表をー』（1979年）
- 『放送時評ー本音だけが持つ迫力―』（1979年5/31）
- 『放送時評―依然多い歌手志願―』（1979年）
- 『放送時評―『吉展ちゃん事件』の成功―』（1979年7/22）
- 『放送時評―雑誌志向、午後の番組―』
- 『放送時評―キラリ光るミニ番組―』
- 『放送時評―人気ドラマも取り上げてはー』
- 『放送時評―科学番組の役目』
- 『放送時評―歌番組のなかの対立―』
- 『放送時評―若い人たちが参加―』
- 『放送時評―素人の出るCMの面白さー』
- 『放送時評―ウソツキのつくウソー』
- 『放送時評―面白くない解説―』（1980年5/24）
- 『放送時評―陳腐な大人の質問―』（1980年6/26）

上毛新聞
- 『野口武久さんを悼む』（2010年3/27）

高知新聞
- 『身体の知性』（2008年4/1）

北海道新聞
- 『失敗を恐れず自由を貫く』（2008年10/12）

## 個展
- 『萩原朔美カレンダー展』（1974年4月15日-28日・JUNアートギャラリー）※第一回個展・シルクスクリーン版画作品出品
- 『第二回版画個展』（1975年・ギャルリーワタリ）
- 『第三回版画個展』（1976年・ギャルリーワタリ）
- 『萩原朔美展 PASSING THROUGH-写真とビデオとシルクスクリーン』（1976年4月6日-17日・ギャルリワタリ）
- 『Prints Exhibition』（1979年4月6日-17日・青画廊）
- 『造本計画・36種類』（1979年9月3日-14日・ギャルリーワタリ）
- 『萩原朔美版画個展』（1979年10月30日-11月9日・岐阜パルコ・パルコギャラリー）
- 『第四回版画個展』（1980年・青画廊）
- 『萩原朔美版画展』（1981年・京都プラスティックスペース）
- 『アップル・イメージの成熟』展（1982年9月23日-10月8日・青画廊）
- 『BLACK&WHITE OF EXHIBITION INTERNATIONALS』（1983年8月23日-9月4日・東京セントラル絵画館）
- 『萩原朔美新作コラージュ展』（1984年4月12日-5月30日・ギャラリーカフェ グレル）
- 『PRINT.VTR.BOX 萩原朔美個展』（1984年4月26日-5月15日・スペース・ニキ）
- 『ガラス絵小品展MOVIE』（2003年9月19日 - 26日・秀友画廊）
- 『萩原朔美写真集出版記念展』（2004年3月6日 - 21日・ワタリウム美術館オン・サンデー）
- 『観覧車』（2010年10月15日 - 26日・スペース煌翔）
- 『萩原朔美の仕事展』（2017年4月15日 - 7月2日・前橋文学館）
- 『萩原朔美映像展1971〜2018』（2018年11月19日 - 12月1日・art space kimura ASK?）
- 『萩原朔美写真展 わたしがいる2022』（2022年6月9日ー26日・iwao gallery）
- 『萩原朔美 都市を切取り、時を生け捕る』（2022年6月18日~7月10日 ・BAG-Brillia Art Gallery-）
- 『萩原朔美-版画-Exhibition 私はここから始まった』（2022年10/1-10/9・スペース煌翔）

## グループ展
- 『第10回 東京国際版画ビエンナーレ』（1976年・国立近代美術館）※版画『ONE』出品
- 『現代美術の鳥瞰展』（1977年・京都国立近代美術館）
- 『第11回 東京国際版画ビエンナーレ』（1979年・国立近代美術館）※版画『KNIFE』出品
- 『リュブリアナ国際版画ビエンナーレ』（1979年5月8日・リュブリアナ近代美術館・ユーゴスラビア）
- 『1980年日本の版画』（1980年10月26日-11月23日・栃木県立美術館）
- 『世界の現代版画25年展』（1981年2月7日-3月22日・東京都立美術館）
- 『世界の現代版画25年展』（1981年4月7日-5月3日・栃木県立美術館）
- 『世界の現代版画25年展』（1981年5月16日-6月7日・広島県立美術館）
- 『明日の美術館を求めて』（1981年・兵庫県立美術館）
- 『第7回イギリス国際版画ビエンナーレ』（1982年4月4日-7月4日・カートライトホール）※版画『fugi』出品
- 『シドニービエンナーレ』（1982年）
- 『コラージュ展』（1983年1月10日-22日・ワコール銀座アートスペース）
- 『国際アーティストブック展』（1983年5月23日-28日・ルナミ画廊）
- 『国際アーティストブック展』（1983年6月1日-11日・NHK福井ギャラリー）
- 『国際アーティストブック展』（1983年8月1日-6日・札幌NDA画廊）
- 『国際アーティストブック展』（1983年8月15日-20日・金沢ケンハウス）
- 『国際アーティストブック展』（1983年10月20日-11月5日・宮崎県立図書館）
- 『BLACK&WHITE OF EXHBISION INTERNATIONAL（1983年・東京セントラル絵画館）
- 『ビックリ箱83』（1983年12月12日-24日・ワコール銀座アートスペース）
- 『小さな小さな大展覧会』（1984年6月21日-7月2日・青画廊）
- 『小さな小さな大展覧会』（1984年7月11日-27日・名古屋ギャラリー安里）
- 『第二回アジア美術展』（1985年・福岡市美術館）
- 『現代版画の軌跡-43名の作家による戦後の版画のあゆみ』（1985年2月15日-3月24日・福島県立美術館）※『ONE』『フェードアウト』『ベンチA』『ベンチB』出品
- 『アーティスト・ブック・ジャパン』（1985年・ニューヨーク・フランクリン・ファーネス）
- 『アーティスト・ブック展』（1985年・フジテレビギャラリー）
- 『当世風芸術貼紙』（1987年・GALLERY360°）
- 『静物展』（1990年4月21日-6月10日・静岡県立美術館）
- 『ミニ・プリント展　新しい版の表現』（1991年・高円寺画廊）
- 『版画3人展』（1992年・高円寺画廊）※版画『フェードアウト』出品
- 『詩人によるアートフェスティバル』（1994年・アートミュージアム ギンザ）
- 『第一回アート・ドキュメンテーション研究フォーラム』（1994年・国立国会図書館）
- 『現代美術の流れ』（1995年・東京都現代美術館）
- 『詩人によるアートフェスティバル』（1995年・アートミュージアム ギンザ）
- 『詩人によるアートフェスティバル』（1996・アートミュージアム ギンザ）
- 『詩人によるアートフェスティバル』（1997・アートミュージアム ギンザ）
- 『長岡現代美術館賞回顧展1964-1968』（2002年4月20日-6月9日・新潟近代美術館）※版画『ONE』出品
- 『ポラロイドの世界 -時を超えて-』（2002年6月1日-28日・ポラロイドギャラリー）
- 『現代作家によるガラス絵展』（2004年10月18日-27日・秀友画廊）
- 『りんごの秘密-描かれた禁断の果実・デューラーからセザンヌ、劉生へ-』（2005年4月23日-6月5日・ひろしま美術館）※『フェードアウト』展示
- 『写真の時間』（2009年・新宿眼科画廊）
- 『さよならポラロイド』（2008年・ART SPACE煌翔）
- 『さよならポラロイド』（2009年6月6日-14日・京都カフェショコラ）
- 『さよならポラロイド』（2009年6月16日-27日・大阪ギャラリー井上）
- 『126 POLAROID -さよならからの出会い』（2010年8月7日-29日・横浜美術館）
- 『音楽と絵画 響』（2010年11月18日-12月10日・秀友画廊）
- 『えんぴつの魅力についての断想展 -官製はがきの小宇宙-』（2010年12月2日-12年10月・NHK甲府放送局 NHKハートプラザギャラリー）
- 『キラリ ヒカリ ユラリ』（2012年 6/22-6/24・多摩美術大学上野毛校舎）
- 『日本の70年代 1968−1986』（2012年 9/15-11/11・埼玉県立近代美術館）
- 『福島ビエンナーレ 風月の芸術祭in白河2022』（2022年9/10-10/9・福島県白河駅周辺）
- 『ART OOSAKA 2025』（2025年6/5〜6/9・大阪市中央公会堂、クリエイティブセンター大阪）

## 上映
- 『フィルム・アンデパンダン』（1968年12月13日・天井桟敷館）
- 『FORUM POUR UNE AVANTGARDE』（1971年12月29日・アテネフランセ文化センター）
- 『ビデオコミュニケーション』（1971年・ソニービル）
- 『開かれた網膜・わしづかみの映像＝ビデオ・ウィーク』（1972年10月6日-11日・アメリカンセンター・ビデオひろば共催）
- 『アンダーグラウンド・シネマテークNo.33　フィルム・エキシビジョン・四人展』（1973年3月9日 - 13日・天井桟敷館）
- 『シネマテーク』（1973年・阿佐ヶ谷美術学園）
- 『CROSSROADS FILM』（1973年・アメリカンセンター）
- 『フィルム・ジョーイング ミレニアム』（1973年・ニューヨーク）
- 『フィルム・ジョーイング フィルム・フォーラム』（1973年・ニューヨーク）
- 『アンドレキノ 日本編』（1973年5月8日・紀伊国屋ホール）
- 『アンダーグラウンド・シネマテークNo.37 萩原朔美8ミリ小品集』（1973年6月4日 - 13日・天井桟敷館）
- 『アンダーグラウンド・シネマ新作展第一回』（1973年6月28日・安田生命ホール）
- 『個人映画アンソロジー』（1973年9月13日・浜松）
- 『アンドレキノ 日本編』（1973年10月26日 - 27日・京都イタリア会館）
- 『COMMUNING』（1973年11月・天井桟敷館）※多メディア『COMMUNING』発表
- 『アンダーグラウンド・シネマアンソロジー』（1973年11月6日・信州大学）
- 『アンダーグラウンド・シネマアンソロジー』（1973年12月1日・神戸大学）
- 『アンダーグラウンド・シネマアンソロジー』（1973年12月2日・名古屋TFO七ツ寺共同スタジオ）
- 『1st.100フィート フィルム フェスティバル』（1974年4月24日、26日・砂防会館ホール）
- 『アンダーグラウンド・シネマアンソロジー』（1974年4月24日・名古屋TFO七ツ寺共同スタジオ）
- 『ヴィデオ／京都／1974』（1974年4月28日-5月11日・京都 ギャラリーシグナム）
- 『1st.100フィート フィルム フェスティバル』（1974年5月17日・京都イタリア会館）
- 『1st.100フィート フィルム フェスティバル』（1974年5月24日、26日・名古屋七ツ寺共同スタジオ）
- 『1st.100フィート フィルム フェスティバル』（1974年5月29日・札幌道新ホール）
- 『アンダーグラウンド・シネマ新作展第二回』（1974年6月6日 - 7日・安田生命ホール）
- 『TONE FIELD4』（1974年・エスパースジロー）
- 『フィルム個展』（1974年・ジャンジャン）
- 『東京-ニューヨーク・ビデオ・エキスプレス』（1974年1月7日-9日・天井桟敷館・ビデオひろば　アンダーグランド・センター共催）
- 『第14回セント・ジュード・招待ビデオ・ショー』（1974年10月15日-12月15日・カリフォルニア・デ・サセー画廊・サンタクララ大学主催）
- 『アメリカン・ビデオ』（1974年・アメリカンセンター）
- 『異形のサークル・10人の作家達』（1974年・砂防会館ホール）
- 『阿佐ヶ谷美術学園祭 映像実験』（1974年・阿佐ヶ谷美術学園）
- 『なぜ映画か?』（1974年・厚生年金会館小ホール）
- 『ニュー・ミュージック・メディア』（1974年・軽井沢セミナーハウス）
- 『ビデオ・ゲーム・フェスティバル』（1974年・軽井沢観光会館）
- 『アンダーグラウンド・シネマ新作展第三回』（1974年6月19日・安田生命ホール）
- 『ビデオ・アート展』（1975年・ペンシルベニア大学）
- 『MUSEUM OF CONTEMPORARY ART』（1975年・シカゴ）
- 『CONTEMPORARY ART CENTER』 （1975年・オハイオ）
- 『WADSWORTH ANTHENEUM』（1975年・コネチカット）
- 『現代造形展 映像部門』（1975年・京都）
- 『倫巴里社シネスラーク個展』（1975年5月24日・京大西部講堂）
- 『オレンジ1個のアメリカ - 詩とフォークと映像』（1975年5月25日・東京大学五月祭）※フィルム『TIME』上映
- 『新作展第二回リバイバル』（1975年10月18日・大阪 三越劇場）
- 『倫巴里社シネマテーク アンソロジー』（1975年11月8日・京都イタリア館）
- 『東京展 映像部門 100フィートフィルムフェスティバル』（1975年11月8日・東京都美術館）
- 『東京展 映像部門』（1975年11月16日・東京都美術館）
- 『倫巴里社シネマテーク アンソロジー』（1975年11月27日・同志社大学）
- 『個展』（1976年5月8日 - 9日・名古屋七ッ寺共同スタジオ）
- 『EXHIBISM '76-分析と分節-』（1976年10月6日-17日・神奈川県民ホールギャラリー）※『リプリント』上映
- 『今日の空間展』（1976年・横浜市民ギャラリー）
- 『ドクメンタ』（1976年・ドイツ）
- 『福岡ドイツ文化月間 ヴィデオ・アート展』（1977年10月21日-23日・福岡県文化会館）※『REPRINT』上映
- 『FILM -時間の風景』（1977年12月14日-18日・四ッ谷イメージフォーラム）
- 『日独ヴィデオ・アート展―新しい認識への道』（1977年12月15日-23日・福井県立美術館）
- 『日独ヴィデオ・アート展』（1978年10月20日-26日・NHK宮崎放送局ロビー）
- 『日独ヴィデオ・アート展』（1978年11月6日-12日・真木画廊）
- 『萩原朔美ビデオ集』（1980年1月24日-27日・四谷イメージフォーラム）
- 『DIARY・萩原朔美展』（1981年5月26日-30日・ビデオ・ギャラリーSCAN）
- 『現代のビデオ・アート』（1981年11月1日-3日・武蔵野美術大学・主催武蔵野美術大学校友会
- 『明日の美術館を求めてー美術劇場』（1981年4月28日-5月30日・兵庫県立近代美術館）
- 『シドニー・ビエンナーレ』（1982年5月・シドニー）
- 『日本のビデオ・アート』（1982年6月・メルボルンGeorge Paton gallery）
- 『日本のビデオ・アート』（1982年7月・Contemporary Art Society アドレード）
- 『日本のビデオ・アート』（1982年8月・Burnie Art Gallery タスマニア）
- 『日本のビデオ・アート』（1982年9月・Wollongong City Art Gallery ウォロンゴング』
- 『ホンコン・国際ビデオ・アート展』（1983年12月10日-13日・香港）
- 『ビデオ・アート 多様な可能性の中で』（1983年1月29日-11月6日・福岡市美術館）
- 『第2回現代芸術祭 - 芸術と工学展』（1983年7月1日-9月4日）
- 『国際ビデオ・フェスティバル』（1983年4月27日-28日・Saw Gallery カナダ オタワ）
- 『国際ビデオ・フェスティバル』（1983年5月1日-2日・Center of the Art Tapes カナダ ハリファックス）
- 『国際ビデオ・フェスティバル』（1983年5月5日-6日・Plug In Gallery カナダ ウィニペッグ）
- 『国際ビデオ・フェスティバル』（1983年5月9日-10日・ウエストン・フロント、ビデオ・イン・カナダ　バンクーバー）
- 『萩原朔美ビデオ上映会』（1984年4月22日・JICQ PLAZA・日本国際コミュニケーション協会主催）
- 『ロスアンゼルス・オリンピック記念国際ビデオ・フェスティバル』（1984年9月20日-23日）
- 『ナショナル・ビデオ・フェスティバル報告上映会』（1985年1月12日・19日・26日・ビデオ ギャラリー スキャン）
- 『日本映画祭』（1985年9月28日・シドニー・ショーベルシネマ）※映像書簡2上映
- 『第五回実験映画祭』（1986年・兵庫近代美術館）
- 『日本実験映画の歴史展」（1987年・パリ ポンピドーセンター）
- 『イメージフォーラムフェスティバル1987』（1987年・西武シードホール）
- 『イメージフォーラムフェスティバル1988』（1988年・西武シードホール）
- 『アニメ進化論 -日本の実験アニメの現在』（1988年4月29日 - 5月25日・O美術館）※フィルム『バタフライ』出品
- 『映像、実験の100年』（1989年・北海道立近代美術館）
- 『日本の映像30年史』（1989年・スタジオ200）
- 『90年代ジャパニーズ・エクスペリメンタル・フィルムス』（1990年・国際文化会館）
- 『イメージフォーラムフェスティバル1990』（1990年・西武シードホール）
- 『ビデオが切りとる日常』（1990年・北海道立近代美術館）
- 『ビデオ・新たな世界』（1992年・O美術館）
- 『動く絵展』（1992年8月1日-5日・広島市現代美術館）※フィルム『TIME』上映
- 『動く絵展』（1992年8月18日-23日・高松市美術館）※フィルム『TIME』上映
- 『動く絵展』（1992年11月22日-29日・横浜美術館）※フィルム『TIME』上映
- 『イメージフォーラムフェスティバル1992』（1992年・西武シードホール）
- 『動く絵展』（1993年2月5日-11日・キリンプラザ大阪）※フィルム『TIME』上映
- 『動く絵展』（1993年5月2日-5日・徳島県立21世紀館）※フィルム『TIME』上映
- 『動く絵展』（1993年6/25-27・名古屋市美術館）※フィルム『TIME』上映
- 『動く絵展』（1993年7/14-20・シードホール東京）※フィルム『TIME』上映
- 『動く絵展』（1993年10/2-11・岡山県立美術館）※フィルム『TIME』上映
- 『戦後日本の前衛美術』（1994年2月5日-3月30日・横浜美術館）※ビデオ『日曜日に僕がみたもの』出品
- 『動く絵展』（1994年9月24日-10月2日・滋賀・碧水ホール）※フィルム『TIME』上映
- 『日本実験映画40年史』（1994年・キリンプラザ大阪）
- 『日常を見つめる視線』（1994年・横浜美術館）
- 『日本のアブストラクトシネマ（1994年・イメージフォーラム）
- 『イメージフォーラムフェスティバル1994』（1994年・西武シードホール）
- 『 』（1994年12月17日・さいたま芸術劇場）※『映像書簡2』上映
- 『第40回オーバーハウゼン国際短編映画祭特集「日本の短編映画の会期」』（1994年4月21日-27日・ドイツ・オーバーハウゼン）※フィルム『DORAMA』『KIRI』出品
- 『Japanese Art After 1945 : Scream Against the Sky』（1994年9月14日-1995年1月8日・アメリカ・グッゲンハイム美術館ソーホー）※ビデオ『日曜日に僕がみたもの』出品
- 『Japanese Art After 1945 : Scream Against the Sky』（1995年5月31日-8月27日・アメリカ・サンフランシスコ近代美術館）※ビデオ『日曜日に僕がみたもの』出品
- 『日本の実験アニメーション』（1995年・横浜美術館）
- 『日本の実験映画』（1995年・調布市グリーンホール）
- 『日本の実験映画』（1995年・東京都現代美術館）
- 『戦後文化の軌跡・映像表現の戦後』（1995年4月30日・目黒区美術館）※『TIME』上映
- 『戦後文化の軌跡・映像表現の戦後』（1995年5月13日・目黒区美術館）※『映像書簡5』上映
- 『イメージフォーラムフェスティバル1995』（1995年・西武シードホール）
- 『調布フィルム・フェスティバル』（1995年11月25日・調布文化会館）※『KIRI』『映像書簡5』上映
- 『横浜美術館映画上映会・映像書簡』（1996年9月27日-29日・横浜美術館）※『映像書簡1・2・3・4・5・6・7』上映
- 『100フィートフィルムフェスティバル ベスト35』（1996年・イメージフォーラム）
- 『ニューヨーク・ミレニアム』（1996年11月22日・ニューヨーク）※『映像書簡5・7』上映
- 『オーバーハウゼン国際短篇映画祭』（1997年・ドイツ）
- 『山形国際ドキュメンタリー映画祭』（2005年・山形）※ビデオ「映像書簡10」上映
- 『ヴィジョン・デュ・レール映画祭』（2005年・スイス） ※ビデオ「映像書簡10」上映
- 『イメージフォーラムフェスティバル2007』（2007年4月 - 6月・東京、京都、福岡、名古屋、横浜）
- 『200年代ドキュメンタリー傑作選』（2007年7月13日-16日・イメージフォーラム） ※ビデオ「映像書簡10」上映
- 『水の映画会』（2007年6月16日・横浜美術館レクチャーホール）※フィルム「KIRI」上映
- 『イメージフォーラム・フェスティバル2008』（2008年4月27日-5月6日・新宿パークタワーホール他）※ビデオ「キライズム」上映
- 『イメージフォーラム・フェスティバル2010』（2010年4月28日-5月5日・新宿パークタワーホール他）※ビデオ「映像書簡11“反対に足が生えた人々”」上映
- 『かわなかのぶひろ × 萩原朔美 -映像の時代、個人で表現するということ-』（2010年12/13日・武蔵野美術大学』★フィルム「KIRI」上映
- 『イメージフォーラム・フェスティバル2011』（2010年4/29-5/8・新宿パークタワーホール他）★ビデオ「聴雨-笑う悲しみ-」「総ては本」上映
- 『東京アヴァンギャルドI』（2011年10/9・代官山 山羊に、聞く？）★フィルム「TIME 時間の痕跡」・「KIRI」・「DRAMA」・ビデオ「その後の母のこと」・「キライズム」「総ては本」上映
- 『特集 萩原葉子 〜出発に年齢はない〜』（2011年10/8〜2012年1/29・世田谷文学館）★ビデオ「その後の母のこと」上映
- 『アナーバー映画祭』（2012年3／20・アナーバー・）★『KIRI』上映
- 『イメージフォーラム・フェスティバル2012』（2012年4/28-7/14・新宿パークタワーホール他）★ビデオ「目の中の水」上映・フィルム作品「KIRI」「映像書簡1」上映
- 『Possible water <コモンズ>としての未来』（2012年7/13・7/21・ドイツ文化センター）★ビデオ作品「目の中の水」上映
- 『イメージフォーラム・フェスティバル2013』
- 『イメージフォーラム・フェスティバル2014』
- 『イメージフォーラム・フェスティバル2015』
- 『イメージフォーラム・フェスティバル2016』
- 『イメージフォーラム・フェスティバル2017』（2017年4/29〜5/7・シアターイメージフォーラム）＊萩原朔美作品集として4プログラム計25作品が特集上映される
- 『イメージフォーラム・フェスティバル2018』（2018年8/4〜12・スパイラルホール）

## パブリックコレクション
- 東京都現代美術館 - 版画『ONE』
- 栃木県立美術館 - 版画『フェード・アウト』
- 横浜美術館 - 映画『KIRI』『映像書簡1』『映像書簡2』『映像書簡5』『映像書簡6』
- 長岡現代美術館 - 版画『ONE-A』『ONE-B』『ONE-C』
- 新潟県立近代美術館 - 版画『ONE』3枚
- 多摩美術大学 - 版画『ベンチ』
- 武蔵野美術大学 - 映画『KIRI』
- 東北芸術工科大学 - 映画『KIRI』『映像書簡2』
- 福岡市総合図書館 - 映画『KIRI』『映像書簡1』『メモリー7』
- いいづなアップルミュージアム - 映画『TIME』
- 世田谷美術館（現存する版画、写真、映像作品などほぼすべての作品を所蔵）
- 大阪中之島美術館 - 映画『60YEARS』

## 受賞歴
- APA映像部門秀作賞（1973年9月）
- 長岡現代美術館賞受賞 - 東京国際版画ビエンナーレ（1976年11月・国立近代美術館）
- NHK局長賞 - NHKハイビジョン番組「彫刻家 流政之の世界」監督（1996年）
- オーバーハウゼン国際短篇映画祭入選（1997年・ドイツ）